# SS여단 슐트
SS여단 슐트(SS-Brigade Schuldt)는 제2차 세계 대전 당시 나치 독일의 무장친위대 부대 중 하나이다. 그 이름은 여단장 힌리히 슐트 여단지도자의 이름에서 유래했다. 독소전쟁에 종군하였다.
제1SS기갑사단, 제2SS기갑사단, 제4SS경찰기갑척탄병사단에서 차출한 부대들과 루프트바페의 1개 분견대를 합해 편성하였다.
1942년 12월 동부전선으로 이동하여 12월 16일 스탈린그라드로 가서 제1기갑군과 제4기갑군이 로스토프로 후퇴하는 것을 도왔다. 1943년 1월 1일 제6기갑사단의 지휘 하에 들어갔다.
2월 14일 재편을 위해 후방으로 이동되었고 1월 15일 제15기갑척탄병사단에 배속되었다. 1943년 3월 1일 슐트 여단은 해산되었고 구성 병력들은 차출된 원래 부대들로 돌아갔다.
여단장 힌리히 슐트는 본 여단을 지휘하면서 발휘한 무훈을 인정받아 4월 1일 곡엽 기사십자 철십자장과 금색 독일십자장을 수훈했다.

## 전투서열
- 제7대대 - 제1SS기갑사단 총통경호친위대 아돌프 히틀러 출신
  - 3개 사격병중대
  - 1개 중무장중대
- 제1대대 - 제3SS기갑척탄병연데 데어 퓌러 출신
  - 1개 사격병중대
  - 1개 중무장중대 (7.5 cm 40호 대전차포 4문, 화염방사기 2문)
  - 1개 기갑중대 (4호 전차 8대, 3호 전차 13대)
- 제1대대 - 제7SS경찰기갑척탄병연대 출신
  - 3개 사격병중대
  - 1개 중무장중대
- 제100공군야전대대 헤르만 괴링 출신
  - 3개 사격병중대
  - 1개 대전차중대 (7.5 cm 40호 대전차포 12문)

## 참고 자료
- Nafziger George, Waffen SS and Other Units in World War II: The German Order of Battle, ISBN 1-58097-058-3